# Stonogobiops

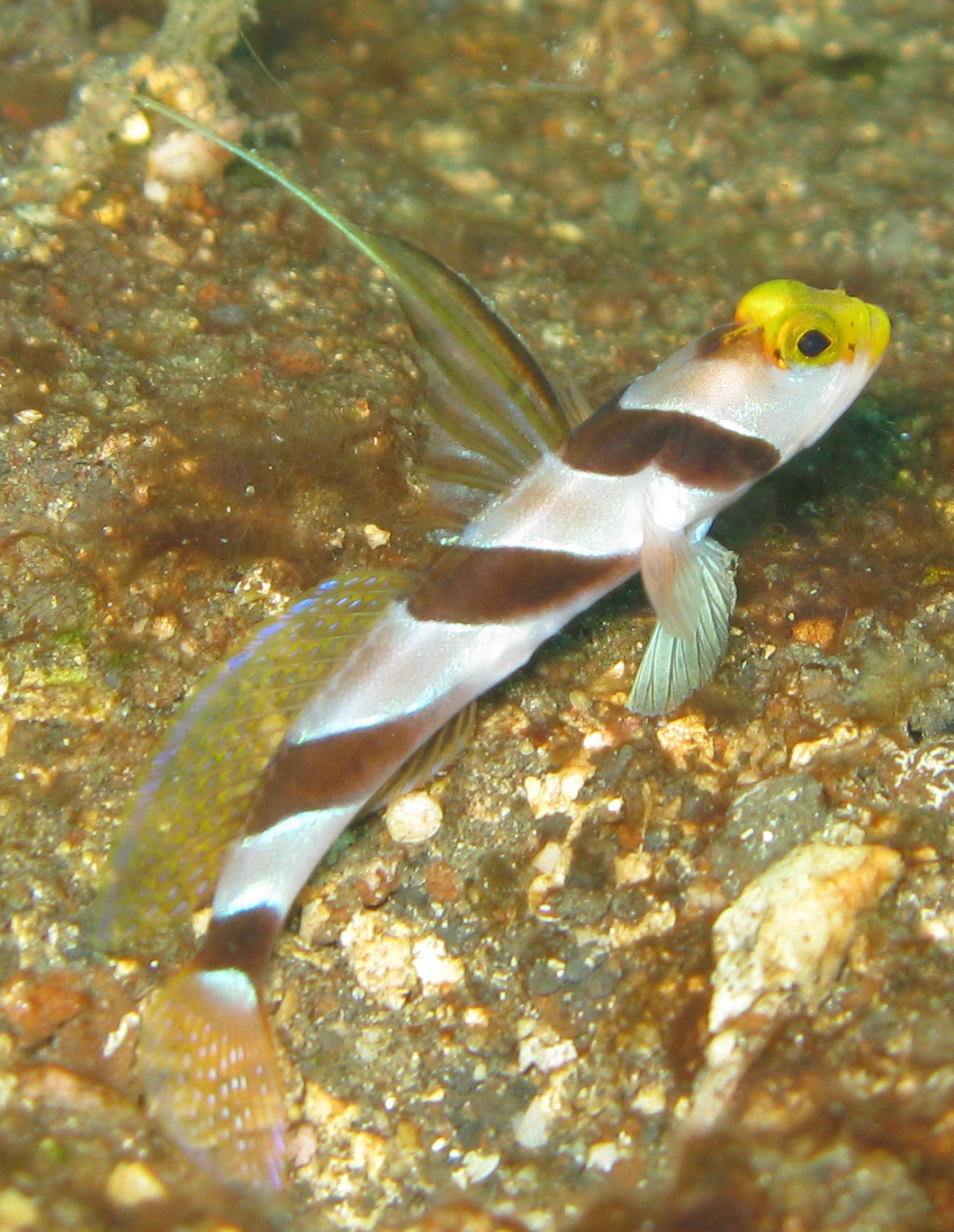
Stonogobiops nematodes

Stonogobiops és un gènere de peixos de la família dels gòbids i de l'ordre dels perciformes.

## Taxonomia
- Stonogobiops dracula (Polunin & Lubbock, 1977)[3]
- Stonogobiops larsonae (Allen, 1999)[4]
- Stonogobiops medon (Hoese & Randall, 1982)[5]
- Stonogobiops nematodes (Hoese & Randall, 1982)[5]
- Stonogobiops pentafasciata (Iwata & Hirata, 1994)[6]
- Stonogobiops xanthorhinica (Hoese & Randall, 1982)[7]
- Stonogobiops yasha (Yoshino & Shimada, 2001)[8][9][10][11][12][13][14]